# Walther Knapp
Walther Knapp, auch August Walter Knapp (* 29. Juni 1871 in Stuttgart; † im 20. Jahrhundert) war ein deutscher Ingenieur, Hochschullehrer und als oberster Bauleiter beim Ausbau des Flug- und Luftschiffhafens Rhein-Main für den sicheren und ordnungsmäßigen Ablauf der Bauarbeiten verantwortlich.

## Leben
1894 erwarb Walther Knapp an der Technischen Hochschule Darmstadt das Ingenieurdiplom. Im Großherzoglich-hessischen Ministerium der Finanzen (Abteilung 1 – Bauwesen) erhielt er 1898 eine Anstellung als Bauassessor und wurde im Jahr darauf Vertreter des bautechnischen Bürovorstehers. 1900 wurde er ständiger technischer Hilfsarbeiter und übernahm eine Lehrtätigkeit an der TH Darmstadt
im Fach Statik der Hochbaukonstruktion und Eisenkonstruktionen des Hochbaus. 1905 zum Baurat befördert, wurde er im Jahr darauf Mitglied des technischen Überprüfungsamtes und 1908 Mitglied der Kommission für Wasser- und Straßenbaufachprüfungen.
Im November 1910 erhielt er eine außerordentliche Professur an der TH Darmstadt und wurde 1919  Vortragender Rat in der Abteilung Bauwesen des Ministeriums der Finanzen des Volksstaats Hessen.
Im Oktober 1921 wechselte er das Referat im Ministerium und wurde als Ministerialrat Abteilungsleiter Forst- und Kameralverwaltung. Von 1935 an leitete er den gesamten Bereich Straßenbauverwaltung bis zu seinem Eintritt in den Ruhestand zum 31. Oktober 1936.
Für die Arbeiten am Bau des Flug- und Luftschiffhafens Rhein-Main wurde er 1938 reaktiviert und ihm die oberste Bauleitung des umfangreichen Projektes übertragen.
1940 übernahm er noch einmal einen Lehrauftrag für Statik des Hochbaus und Übungen zur Statik.
Über seinen weiteren Lebensweg gibt die Quellenlage keine Aufschlüsse.

## Öffentliche Ämter
- Ständiger Kommissar des Ministeriums der Finanzen bei den Diplomprüfungen im Bauingenieur- und Maschinenbaufach der TH Darmstadt

## Schriften (Auswahl)
- Statik der Hochbaukonstruktionen, Taschenbuch, Verlag Creative Media Partners, LLC